# Peter le Page Renouf
Sir Peter le Page Renouf (født 23. august 1822 på øen Guernsey, død 14. oktober 1897 i London) var en engelsk ægyptolog.
Renouf studerede i Oxford, hvor han indgik et nøje venskab med den senere kardinal Newman, trådte 1842 over til den romersk-katolske kirke og kastede sig nu over studiet af teologi, filosofi, og østerlandske sprog. I 1855 blev han professor ved det nye katolske universitet i Dublin. Medens han her læste over oldtidens historie og østerlandske sprog, gik det op for ham, at der i de ægyptiske indskrifter måtte være mangfoldige hidtil lidet påagtede vigtige oplysninger at hente, hvorfor han kastede sig over ægyptologien, hvilken videnskab han snart skulle berige med værdifulde afhandlinger, der blandt andet vidner om hans mærkelige grammatiske klarsyn. Han skrev således 1862 om Ægypternes negative partikler, ligesom han 1863 i et modskrift påviste det grundløse i det angreb, Sir George Cornewall Lewis havde rettet imod ægyptologien og imod Jean-François Champollions tolkning. I 1864 kaldtes han af dronningen til overskoleinspektør i Storbritannien og Irland, et embede, der stillede store fordringer til hans arbejdskraft; men uagtet han i over 20 år opfyldte sine embedspligter med den største omhyggelighed, fandt han dog lejlighed til at fortsætte sine sproglige studier, særlig de ægyptologiske. I 1875 gjorde han et længere studieophold i Ægypten og udgav An elementary Manual of the Egyptian Language.
I 1879 overdrog Hibbert Trusts styrelse Renouf at holde en række forelæsninger i Oxford over ægypternes religion (udgivne 1880 og oftere, oversatte blandt andet på svensk af Karl Piehl). Efter den udmærkede videnskabsmand, Samuel Birch, en af de mest fortjente grundlæggere af den ægyptologiske videnskab, blev Renouf 1886 Keeper, det er direktør for den østerlandske afdeling af British Museum (hvorfra han tog sin afsked 1891) og 1887 præsident for Society of Biblical Archæology, en hæderspost, han beholdt til sin død. Foruden mange afhandlinger af filologisk indhold (særlig i Transactions og Proceedings of the Biblical Society) har han bidraget væsentlig til forståelsen af det vanskelige ægyptiske litteraturværk, som man kalder De dødes bog. Allerede 1860 havde han udgivet Traduction d'un chapitre du Rituel funéraire des anciens Égyptiens, og 1862 A Prayer from the Egyptian Ritual. Fra 1891 begyndte han at udgive en systematisk forklaring af "De dødes bog", støttet på et studium af de bevarede håndskrifter, men værket afbrøds ved hans død.